# Судзуки, Бруно
Бруно Дзюнъити Судзуки Каштаньейра более известный как Бруно Судзуки или Бруно Каштаньейра (порт. Bruno Junichi Suzuki Castanheira, яп. 鈴木 ブルーノ; 20 мая 1990, Кастаньял, штат Пара, Бразилия) — бразильский и японский футболист, выступает на позиции нападающего.

## Клубная карьера

### Начало карьеры в Японии и аренда в Сингапур
В 2009 году заключил контракт с японским клубом «Альбирекс Ниигата». Бруно был отправлен в аренду в клуб Японской футбольной лиги «Матида Зельвия», прежде чем вернуться и снова был отправлен в аренду, на этот раз в клуб чемпионата Сингапура, «Альбирекс Ниигата Сингапур». Он дебютировал за «Альбирекс Ниигата Сингапур» 26 июля 2010 года в матче против клуба «Балестье Халса», завершившимся вничью 1-1. Он забил 3 гола в Кубке Сингапурской лиги 2011 года, включая дубль в 1/4 финала против клуба «Гейланг Юнайтед». В 2012 году Бруно вернулся в родной клуб «Альбирекс Ниигата». Он сыграл пару матчей в предсезонке и получил номер 27 в клубе. Однако, ему было трудно найти возможности играть в основной команде, и он лишь один раз находился на скамейке запасных.

### Сингапур
6 декабря 2012 года Бруно подписал контракт с клубом «Альбирекс Ниигата Сингапур» на постоянной основе на сезон Чемпионата Сингапура 2013 года. По итогам сезона «Альбирекс Ниигата Сингапур» занял третье место в чемпионате, уступив второе место клубу «Хоум Юнайтед» после поражения (3:1) на стадионе «Бишан» в матче последнего тура сезона, в котором его клубу нужна была победа. Он провел 32 матча и забил 7 голов во всех соревнованиях.

### Хоум Юнайтед
В ноябре 2013 года Бруно подписал контракт с сингапурским клубом «Хоум Юнайтед».

### Гейланг Интернэшнл
23 декабря 2014 года Бруно подписал контракт с сингапурским клубом «Гейланг Интернэшнл» для выступления в сезоне Чемпионата Сингапура 2015 года, где он воссоединился с бывшими товарищами по команде «Альбирекс Ниигата Сингапур» Тацуро Инуи, Кенто Фукуда и Юки Ичикава. 4 октября 2015 года он сделал хет-трик в игре против клуба «Янг Лайонс», прервав безвыигрышную серию «Гейланг Интернэшнл» из девяти игр.

### Возвращение в Японию
В 2016 году он вернулся в Японию, чтобы играть за команду Второй Джей-лиги Гифу, за которую он провёл 16 матчей и забил 3 гола.

### Малайзия
В 2017 году Бруно подписал контракт с клубом «Негери Сембилан», который играет в Премьер-лиге Малайзии. После хороших выступлений в сезоне, в течение которого он забил 11 голов в лиге, он в начале 2018 года перешёл в конкурирующий клуб в той же лиге, «Тренгану II».

### Тренгану
В апреле 2018 года, его на краткосрочной основе перевели в основную команду Тренгану II, Тренгану. В июне 2018 года он вернулся в Теренггану II после того, как Теренггану I заполучил ещё одного зарубежного игрока.

### Таиланд
В 2021 году «Теренгану» решил не продлевать контракт Бруно и он покинул клуб свободным агентом. Бруно вел переговоры с клубом в тайской Лиге 1 «Чонбури», но переговоры не увенчались успехом из-за ситуации с COVID-19 в Таиланде.

### Возвращение в Малайзию
В 2021 году Бруно подписал однолетний контракт с малазийским клубом ПДРМ.

## Личная жизнь
Кастанейра родился в Бразилии и вырос в Японии, стране его матери. Он также имеет японское гражданство. 2 августа 2023 года Бруно Судзуки в Куала-Лумпуре в мечети Пулапол принял ислам, и это засвидетельствовал командир PULAPOL Нор Хисам Нордин с несколькими другими мусульманскими игроками и тренерами ПДРМ. Он прочитал шахаду перед офицером JAWI (Федеральный территориальный департамент исламской религии).